# 希尔伯特基定理
希尔伯特基定理是数学、尤其是交换代数中的定理。它声明诺特环上的多项式环也是诺特环。

## 定理陈述
设{\displaystyle R}为一个环，记{\displaystyle R[X]}为{\displaystyle R}上以{\displaystyle X}为变量的的多项式组成的环。大卫·希尔伯特证明了只要{\displaystyle R}不是“太大”——即{\displaystyle R}为诺特环——那么{\displaystyle R[X]}也具有相同性质。形式上，
希尔伯特基定理. 如果{\displaystyle R}是诺特环，那么{\displaystyle R[X]}也是诺特环。
推论. 如果{\displaystyle R}是诺特环，那么{\displaystyle R[X_{1},\dotsc ,X_{n}]}也是诺特环。
定理可以如下翻译成代数几何的语言：域上的每个代数集都可以描述成有限多个多项式方程的公共根的集合。 Hilbert （1890） 在他对不变量环的有限生成的证明中，证明了希尔伯特基定理（在域上的多项式环这一特例）。
希尔伯特应用数学归纳法给出了一个创新的反证：他的证明并没有提供对于任一理想生成对应的有限多个多项式方程的算法；相反，它只说明了这些多项式方程存在。通过Gröbner基的方法，我们可以确定给定理想的基多项式。。

## 应用
设{\displaystyle R}为诺特交换环。希尔伯特基定理有下列直接推论：
1. 由归纳可见{\displaystyle R[X_{0},\dotsc ,X_{n-1}]}也是诺特环。
2. 由于{\displaystyle R^{n}}上的任何仿射簇（即一组多项式的零点集）可以写作{\displaystyle {\mathfrak {a}}\subset R[X_{0},\dotsc ,X_{n-1}]}里一理想的零点集，并进一步写作理想的生成元的零点集，我们可以由此推出每个仿射簇都是有限多个多项式的零点集——换言之，都是有限多个超曲面的交集。
3. 如果{\displaystyle A}是有限生成的{\displaystyle R}-代数，那么我们可以得出{\displaystyle A\simeq R[X_{0},\dotsc ,X_{n-1}]/{\mathfrak {a}}}，其中{\displaystyle {\mathfrak {a}}}是某一理想。基定理蕴涵了{\displaystyle {\mathfrak {a}}}必须是有限生成的理想，比方说{\displaystyle {\mathfrak {a}}=(p_{0},\dotsc ,p_{N-1})}；换言之，{\displaystyle A}是有限表现的。

## Mizar系统
Mizar计划已经完全形式化并自动检查完毕希尔伯特基定理的证明；见HILBASIS file （页面存档备份，存于）。